# Classe Tachibana
La classe Tachibana (橘型駆逐艦, Tachibakna-gata kuchikukan) est une classe de destroyers de 1re classe de la Marine impériale japonaise mise en service durant la Seconde Guerre mondiale. Quasi identique à la Classe Matsu elle était aussi qualifiée de Destroyer Type-D (丁型駆逐艦, Tei-gata kuchikukan) selon leur nom de plan.

## Conception
La classe Tachibana est une version simplifiée de la classe Matsu qui a été construite à la fin de la guerre avec une conception de rentabilité par un coût financier moindre et de rapidité d'exécution. Les destroyers étaient plus légers que les précédents, avec un armement différent pour une amélioration de la lutte anti-aérienne avec une détection radar et un amoindrissement de la lutte anti-sous-marine

La grande vitesse n'étant plus nécessaire pour assurer des missions d'escorte, le modèle pris pour la machinerie fut celui des torpilleurs de Classe Ōtori.
Une simplification de la construction fut réalisée pour obtenir une production de masse par une construction par éléments pré-fabriqués  .
Comparé a la classe Matsu , plusieurs astuces techniques sont utilisées pour gagner du temps , la double-coque est supprimée , la poupe est construite avec un tableau arrière et emploi d'un acier au carbone de qualité inférieur est utilisé pour les éléments essentiels de structure.

## Service
Douze destroyers de classe Matsu et Tachibana furent reconvertis pour recevoir les Kaiten (torpilles-suicide) lors de l'Opération Downfall menée par les forces alliés pour l'invasion du Japon.

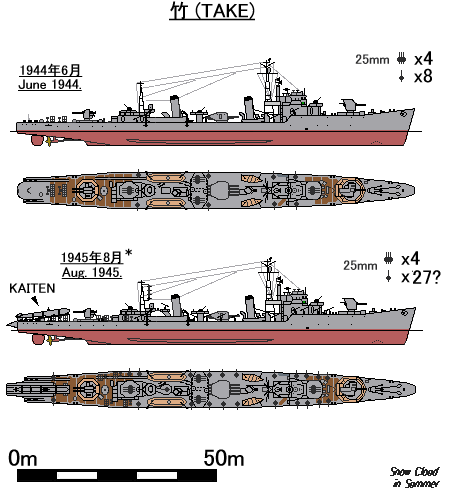
Kaiten

## Les unités
- Yaezakura - non terminé, coulé le 18 juillet 1945
- Yadake - arrêt de construction en 1945
- Kuzu - arrêt de construction en 1945
- Kaki - transféré à US Navy en 1947 (détruit)
- Kaba - transféré à US Navy en 1947 (détruit en 1948)
- Hayaume - annulé en 1945
- Katsura - non terminé
- Tobiume -annulé en 1945
- Fuji - annulé en 1945
- Wakazakura - non terminé
- Yamazakura - annulé en 1945
- Ashi - non terminé
- Tachibana - coulé le 14 juillet 1945
- Shinodake - annulé en 1945
- Yomogi - annulé en 1945
- Tsuta - transféré à République de Chine en 1947
- Aoi - annulé en 1945
- Shiraume - annulé en 1945
- Hagi - transféré à Royal Navy en 1947 (détruit)
- Kiku - annulé en 1945
- Kashiwa - annulé en 1945
- Sumire - transféré à Royal Navy en 1947 (détruit)
- Kusunoki - transféré à Royal Navy en 1947 (détruit)
- Hatsuzakura - transféré à Union soviétique en 1947 (détruit en 1958)
- Kigiku - annulé en 1945
- Hatsugiku - annulé en 1945
- Akane - annulé en 1945
- Shiragiku - annulé en 1945
- Chigusa - annulé en 1945
- Wakakusa - annulé en 1945
- Natsugusa - annulé en 1945
- Akikusa - annulé en 1945
- Nire - détruit en 1948
- Nashi - coulé le 26 juillet 1946, renfloué JDS Wakaba(1954-56)
- Shii - transféré à Union soviétique en 1947 (détruit en 1960)
- Enoki - coulé le 26 juin 1945
- Azusa - non terminé
- Odake - transféré à US Navy en 1947 (détruit)
- Hatsuume - transféré à République de Chine en 1947 (détruit en 1961)
- Tochi - non terminé
- Hishi - non terminé
- Susuki - annulé en 1945
- Nogiku - annulé en 1945
- Sakaki - annulé en 1945
- 12 destroyers de classe Tachbana - annulé en 1945
- 80 destroyers de classe Kai Tachibana - annulé en 1945